# حزب البعث العربي الاشتراكي الثوري
حزب البعث العربي الاشتراكي الثوري كان حزب سياسي بعثي وجماعة منشقة عن حزب البعث العربي الاشتراكي. قاد الحزب عبد الله الريماوي برعاية الجمهورية العربية المتحدة.
كان الريماوي الأمين العام للفرع الأردني لحزب البعث وعضو في القيادة الوطنية للحزب. في مؤتمر حزب البعث الذي أقيم في بيروت من 27 أغسطس إلى 1 سبتمبر 1959 تم عزل الريماوي واتهم بالإخلال بالحزب. في 6 سبتمبر 1959 رفض الريماوي وأبو غربية (أحد قادة البعث الأردنيين المنفيين في دمشق) الاتهامات ووصفا قرارات مؤتمر بيروت بأنها غير شرعية. في 19 مايو 1960 أصدر الفصيل الريماوي بيانا مدعيا فيه أن اتفاقية مع مشاركة من جميع أنحاء العالم العربي (باستثناء الجمهورية العربية المتحدة) قد اجتمعت في دمشق وانتخبت قيادة مؤقتة تتألف من الريماوي وأبو غربية وسليمان الحديدي وشيخون حبوسي وحافظ عبد الهادي. كلهم أردنيون يعيشون في المنفى في دمشق. في أغسطس 1960 ذكرت جماعة الريماوي أنه تم انتخاب «قيادة ثورية وطنية» ووضع برنامج جديد للحزب في اتفاقية طرف ثالث. ومع ذلك لم يتم نشر أسماء القيادة الجديدة للحزب. في 28 أغسطس 1960 أصدر الحزب بيانا يشيد فيه بالجمهورية العربية المتحدة باعتبارها معقل القومية العربية ويدين حكام الأردن والعراق. اتهم حزب البعث الثوري حزب البعث (أو العفالقة في خطابهم) بالانحراف عن أيديولوجية القومية العربية.
في 17 يوليو 1961 فتحت مجموعة من أتباع الريماوي النار على أعضاء حزب البعث في طرابلس. لم يقتل أحد في الحادث.